# Blue Water Arena
De Blue Water Arena is een voetbalstadion in de Deense plaats Esbjerg. Het is de thuisbasis van voetbalclub Esbjerg fB en heeft een capaciteit van 18.000, waarvan 11.451 zitplaatsen. Het in 1955 opgeleverde stadion is ook bekend onder zijn vroegere namen Esbjerg Idrætspark en Esbjerg Stadion.
De Blue Water Arena is het op een na grootste voetbalstadion op het schiereiland Jutland. Het Deens voetbalelftal speelde hier op 15 november 2011 een vriendschappelijke interland tegen Finland, die met 2-1 werd gewonnen dankzij doelpunten van Daniel Agger en Nicklas Bendtner. Op het duel kwamen 14.137 toeschouwers af. Twee jaar eerder, op 14 november 2009, speelde de Deense nationale ploeg in hetzelfde stadion een oefeninterland tegen Zuid-Korea, die eindigde in een 0-0 gelijkspel.

## Interlands
| 1 | 14-11-2009 | Denemarken – Zuid-Korea | 0 – 0 | Oefeninterland |
| 2 | 15-11-2011 | Denemarken – Finland    | 2 – 1 | Oefeninterland |

Blue Water Arena (Esbjerg fB) ·
Brøndbystadion (Brøndby IF) ·
Cepheus Park Randers (Randers FC) ·
DS Arena (Hobro IK) ·
Farum Park (FC Nordsjælland) ·
MCH Arena (FC Midtjylland) ·
Nordjyske Arena (Aalborg BK) ·
NRGi Park (Aarhus GF) ·
Odensestadion (Odense BK) ·
Parken (FC Kopenhagen) ·
Sydbank Park (SønderjyskE) ·
Viborgstadion (Viborg FF)
CASA Arena Horsens (AC Horsens) ·
Harboe Arena Slagelse (FC Vestsjælland) ·
Helsingørstadion (FC Helsingør) ·
Herfølgestadion (HB Køge) ·
Hjørringstadion (Vendsyssel FF) ·
Lyngbystadion (Lyngby BK) ·
Mascot Park (Silkeborg IF) ·
Monjasa Park (FC Fredericia) ·
Næstvedstadion (Næstved BK) ·
Roskilde Idrætspark (FC Roskilde) ·
Spar Nord Arena (Skive IK) ·
Vejlestadion (Vejle BK)